# Charles Deruyter
Charles Deruyter (Wattrelos, França, 27 de gener de 1890 - Saint-Servais, Namur, 25 de gener de 1955) fou un ciclista belga, que va combinar tant el ciclisme en carretera com la pista.

## Palmarès en ruta
- 1912
  - 2n a la París-Tours
- 1913
  - 2n a la París-Roubaix
- 1919
  - 1r al Circuit dels Camps de Batalla i vencedor de 3 etapes
- 1923
  - 2n al Tour de Flandes

### Resultats al Tour de França
- 1912. 16è de la classificació general

## Palmarès en pista
- 1921
  - 1r als Sis dies de Brussel·les (amb Marcel Berthet)